# Louis Rostollan
Louis Rostollan   (Marsella, 1 de gener de 1936 - 13è districte, 13 de novembre de 2020) va ser un ciclista francès que fou professional entre 1957 i 1967.
Bon escalador, en el seu palmarès destaca el Critèrium del Dauphiné Libéré de 1957 i dues edicions del Tour de Romandia, el 1960 i 1961. Anomenat Pétrolette, va ajudar a Jacques Anquetil durant el Tour de França de 1964, sobretot en l'ascensió al port d'Envalira. Una vegada retirat va exercir de manobra.
El seu net Thomas també va ser ciclista professional del 2013 al 2017.

## Palmarès
- 1957
  - Vencedor d'una etapa al Tour del Sud-est
  - Vencedor d'una etapa del Critèrium del Dauphiné Libéré
- 1958
  - 1r del Critèrium del Dauphiné Libéré
- 1960
  - 1r al Tour de Romandia
  - 1r als Boucles Roquevairoises
- 1961
  - 1r al Tour de Romandia i vencedor d'una etapa
  - 1r al Tour de Xampanya
- 1962
  - 1r a la Polymultipliée
- 1964
  - 1r al Circuit d'Alvèrnia
- 1965
  - 1r al Circuit des Boucles de la Seine

### Resultats al Tour de França
- 1959. 59è de la classificació general
- 1960. 15è de la classificació general
- 1961. 31è de la classificació general
- 1962. 24è de la classificació general
- 1963. Abandona (15a etapa)
- 1964. 22è de la classificació general
- 1965. 20è de la classificació general
- 1966. 47è de la classificació general

### Resultats al Giro d'Itàlia
- 1960. 60è de la classificació general
- 1961. 31è de la classificació general
- 1964. 29è de la classificació general